# Potassic-richterite
La potassic-richterite (simbolo IMA: Prct) è un raro minerale del supergruppo dell'anfibolo, all'interno del quale viene collocato nel "gruppo degli anfiboli con W(OH,F,Cl)-dominante" e da lì al sottogruppo degli anfiboli di sodio-calcio dove occupa un posto nel "gruppo contenente la radice richterite nel nome"; essendo un anfibolo, appartiene agli inosilicati e pertanto alla famiglia minerale dei "silicati", e possiede composizione chimica K(NaCa)Mg5Si8O22(OH)2.
La potassic-richterite è definita con:
- catione potassio dominante in posizione A
- catione magnesio dominante in posizione C
- anione idrossile (OH-) dominante in posizione W.

## Etimologia e storia
La potassic-richterite deve il proprio nome al suo contenuto di potassio e alla relazione con la richterite; prima della ridefinizione della nomenclatura degli anfiboli del 2012, il minerale era chiamato in modo simile, potassicrichterite.
A sua volte il nome radice richterite è stato scelto nel 1865 da Johann Friedrich August Breithaupt in onore di Hieronymus Theodor Richter (1824 - 1898), professore di chimica presso l'Università di Freiberg e uno degli scopritori dell'indio.
La potassic-richterite non è un "nuovo" minerale: infatti anfiboli con questa composizione erano già stati segnalato in precedenza: già nel XIX e all'inizio del XX secolo, analisi chimiche per via umida pubblicate indicavano l'esistenza di varietà di anfiboli con potassio predominante. I campioni analizzati di questo periodo provenivano principalmente dal giacimento di manganese-ferro di Långban, in Svezia (Magnusson 1930; Sundius 1945), la località tipo per la richterite. Esistono anche numerosi risultati ottenuti con la microsonda elettronica che dimostrano composizioni di anfiboli prossime alla composizione potassica dell'elemento terminale.

## Classificazione
La classica nona edizione della sistematica dei minerali di Strunz, aggiornata dall'Associazione Mineralogica Internazionale (IMA) fino al 2009, elenca la potassic-richterite con il nome potassicrichterite e la colloca nella classe "9. Silicati (germanati)" e da lì nella sottoclasse "9.D Inosilicati"; questa viene suddivisa più finemente in base alla struttura cristallina del minerale, in modo tale che la potassic-richterite possa essere trovata nella sezione "9.DE Inosilicati con catene doppie di periodo 2, Si4O11; clinoanfiboli" dove forma il sistema nº 9.DE.20.
Tale classificazione viene mantenuta anche nell'edizione successiva, proseguita dal database "mindat.org".
Nella Sistematica dei lapis (Lapis-Systematik) di Stefan Weiß la potassic-richterite è nella classe dei "silicati" e da lì nella sottoclasse degli "inosilicati"; qui il minerale si trova nella sezione di quelli che hanno struttura "[Si4O11] a due bande 6-; anfiboli Na-Ca" dove forma il sistema nº VIII/F.09.
Anche la classificazione dei minerali secondo Dana, usata principalmente nel mondo anglosassone, elenca la potassic-richterite nella famiglia dei silicati; qui è nella classe degli "inosilicati: catene doppie non ramificate, W=2" e nella sottoclasse degli "inosilicati: catene doppie non ramificate, configurazione anfibolo W=2" dove forma il "gruppo 3, gli anfiboli sodico-calcici" con il numero di sistema 66.01.03b.

## Abito cristallino
La potassic-richterite cristallizza nel sistema monoclino nel gruppo spaziale C2/m (gruppo nº 12) con i parametri di reticolo a = 9,9977(3) Å, b = 18,0409(4) Å, c = 5,2794(2) Å e β = 104,465(4)°.

## Origine e giacitura
La potassic-richterite è stata trovata in uno skarn ricco di manganese, strettamente associato principalmente a flogopite, jacobsite e tephroite.
Il minerale è piuttosto raro ed è stato trovato in pochi siti sparsi per il mondo. Qui si ricordano solo le sue due località tipo, la miniera di "Harstigen" (59.78528°N 14.31389°E) e la miniera di "Stora Pajsberg"(59.78444°N 14.3175°E), entrambe nei pressi di Filipstad (Svezia).

## Forma in cui si presenta in natura
La potassic-richterite forma cristalli prismatici corti subedrali o anedrali, comunemente allungati lungo [001] con dimensioni medie dei cristalli di 1–2 mm, eccezionalmente lunghi fino a 4 mm. Il minerale è traslucido con lucentezza vitrea; il colore va dal giallo paglierino al marrone, mentre il colore dello striscio è bianco grigiastro.